# هاري غاندي
هاري غاندي هو سياسي أمريكي، ولد في 13 أغسطس 1881 في تشوروبوسكو في الولايات المتحدة، وتوفي في 15 أغسطس 1957 في لوس غاتوس في الولايات المتحدة. نشط حزبياً في الحزب الديمقراطي. وقد انتخب عضو مجلس النواب الأمريكي ‏.